# Грузовой велосипед

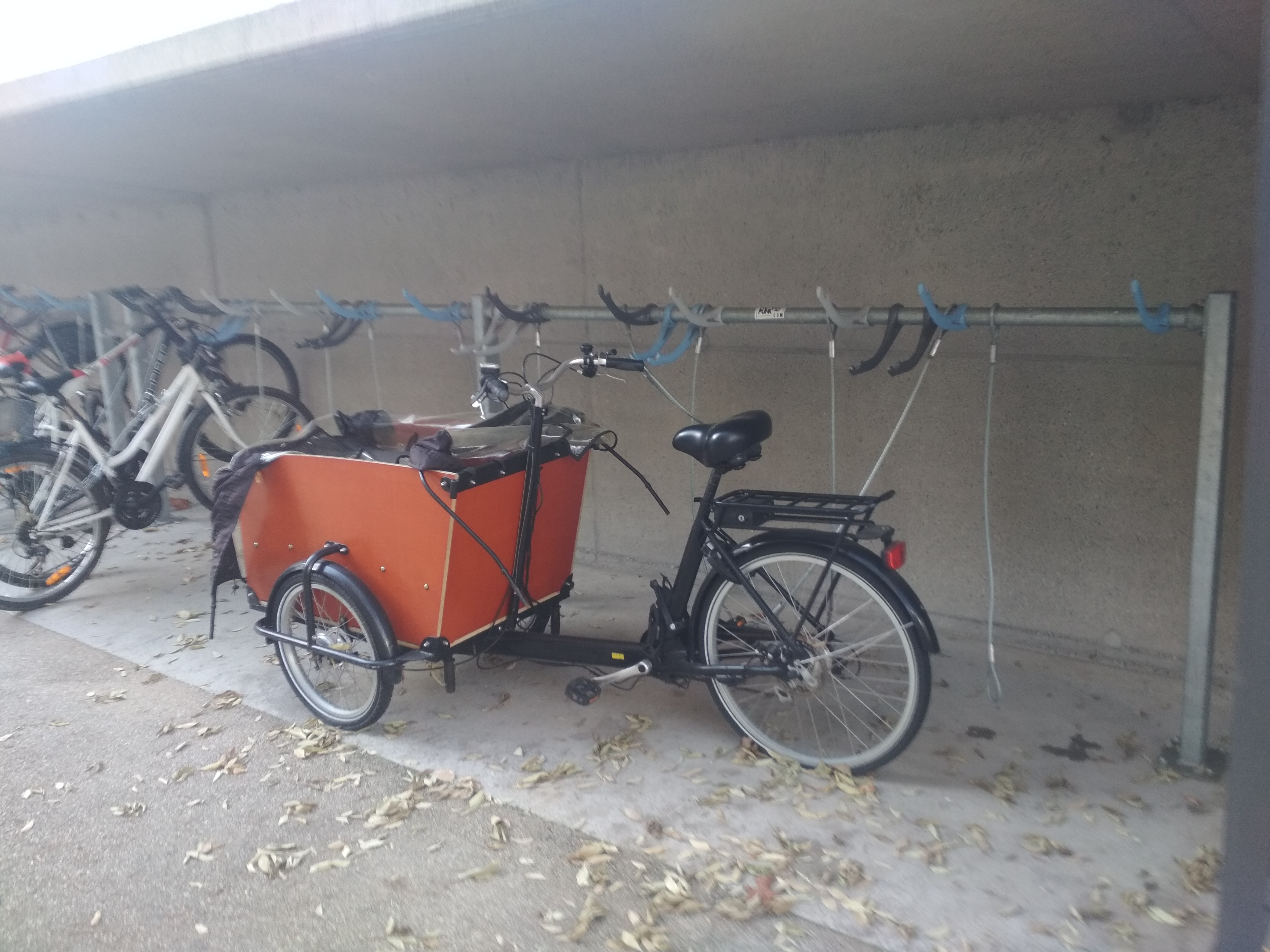
грузовой велосипед

Грузово́й велосипе́д — велосипед, специально сконструированный для перевозки грузов. Грузовые велосипеды бывают как двух, так и трёхколёсные. Для трёхколёсных существует два основных варианта компоновки:
1. Одно колесо спереди, два сзади; грузовая платформа находится за водителем.
2. Два колеса спереди, одно сзади; грузовая платформа находится перед водителем.

Грузовые велосипеды сто́ят гораздо меньше, чем моторизованные виды транспорта; они не требуют топлива и не загрязняют воздух. Однако, грузовые велосипеды стоят гораздо дороже обычных велосипедов похожего класса.
Для продажи мороженого часто используют специальные грузовые велосипеды (с теплоизолированным ящиком).

## Галерея

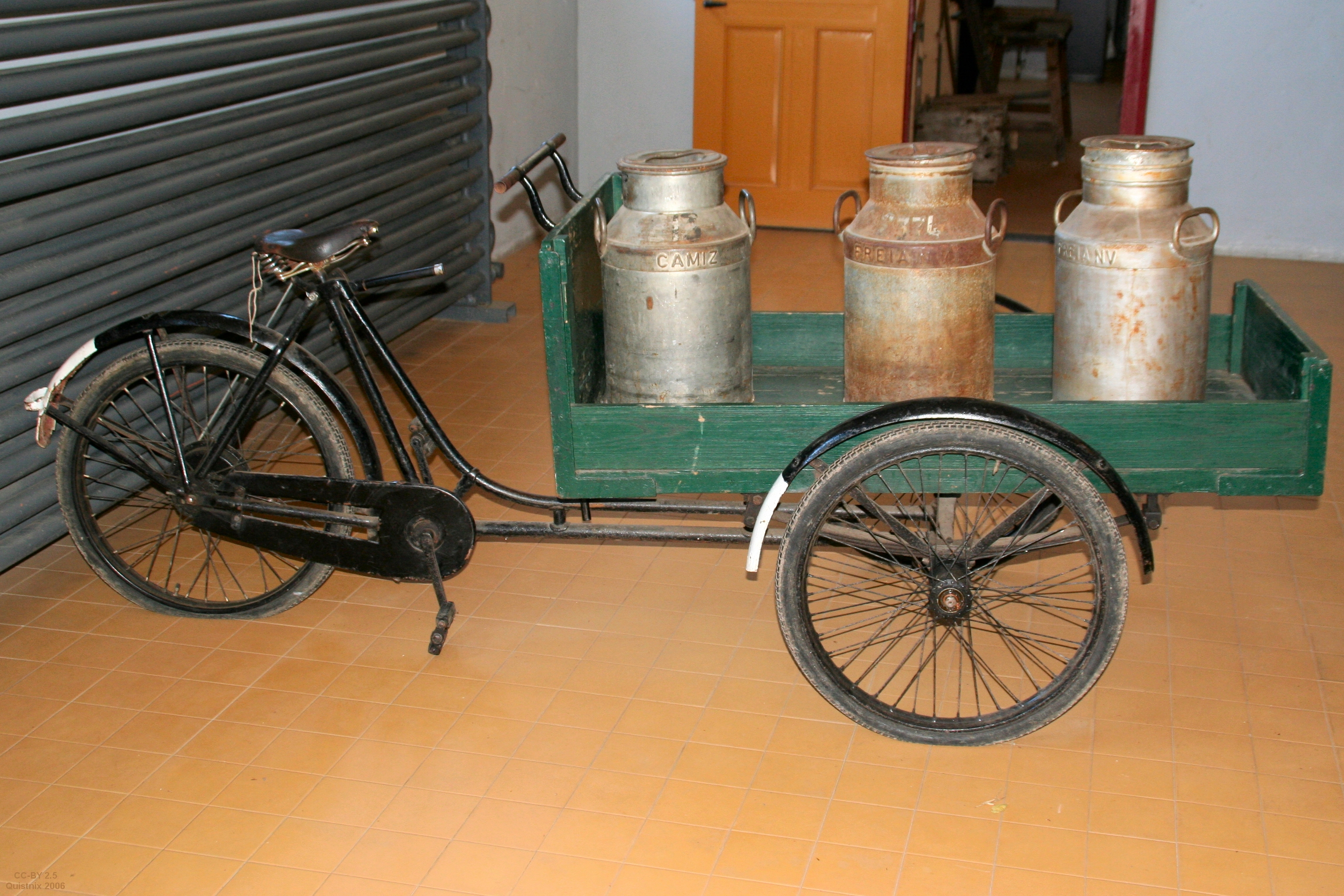
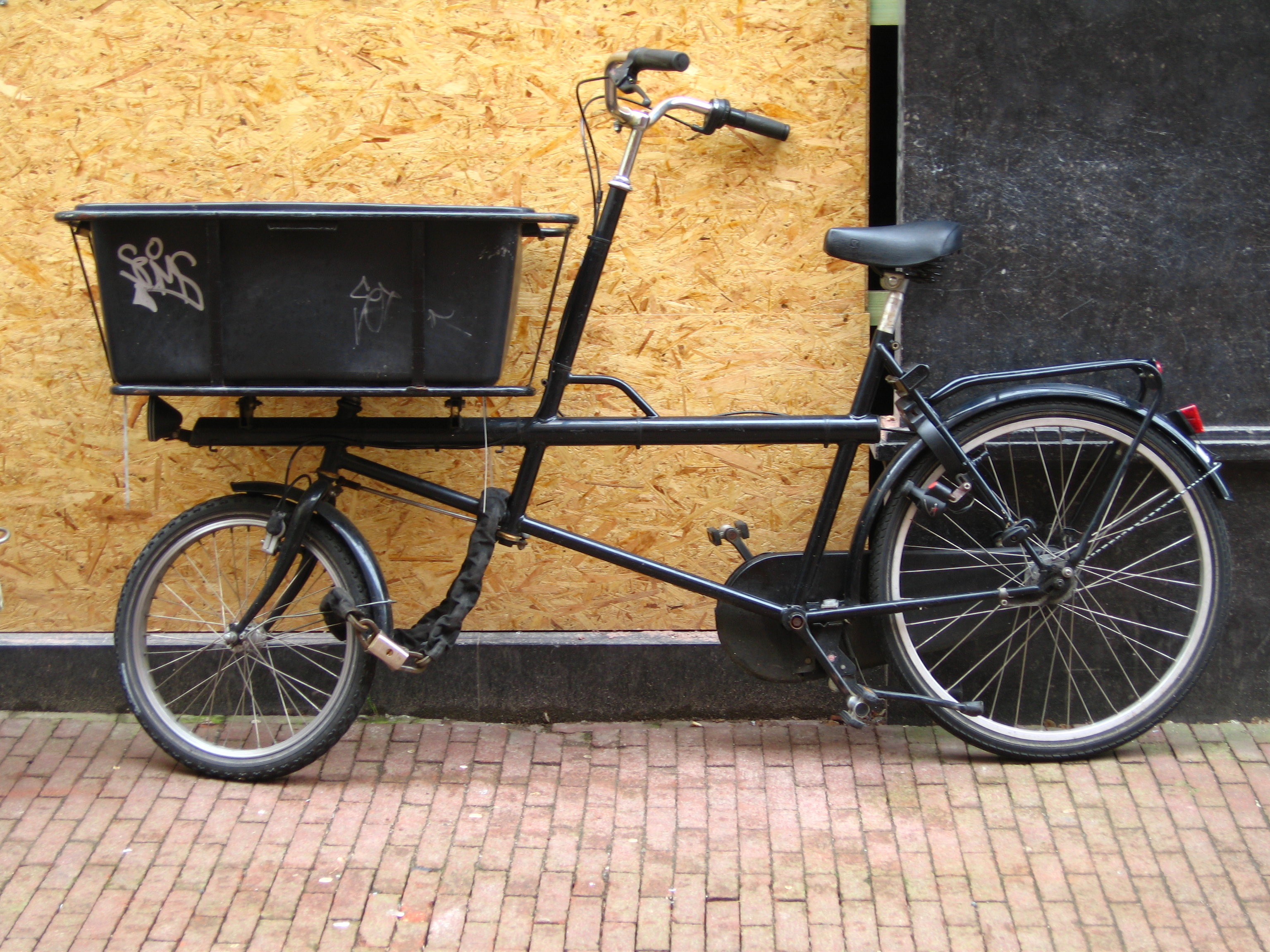
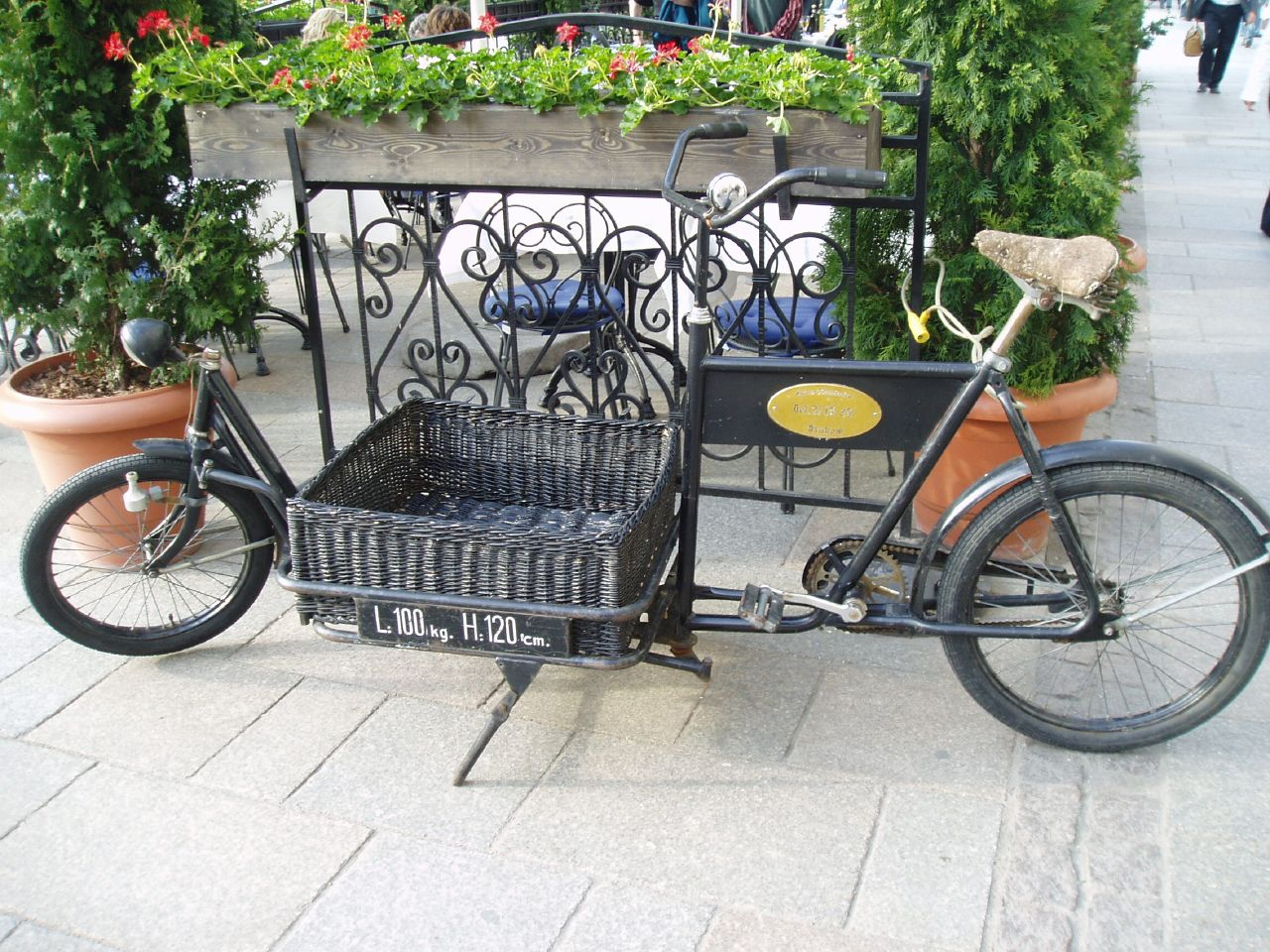
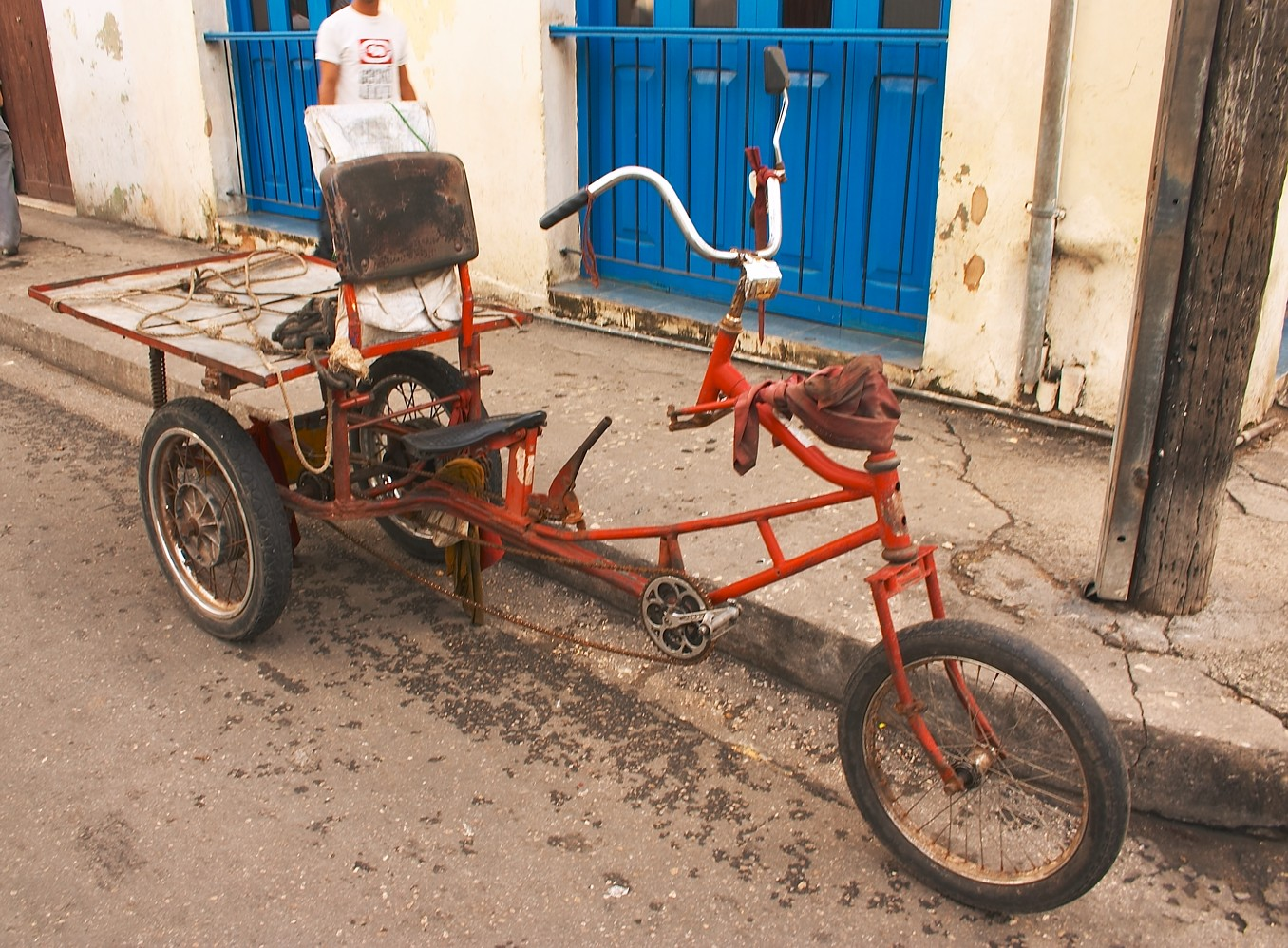
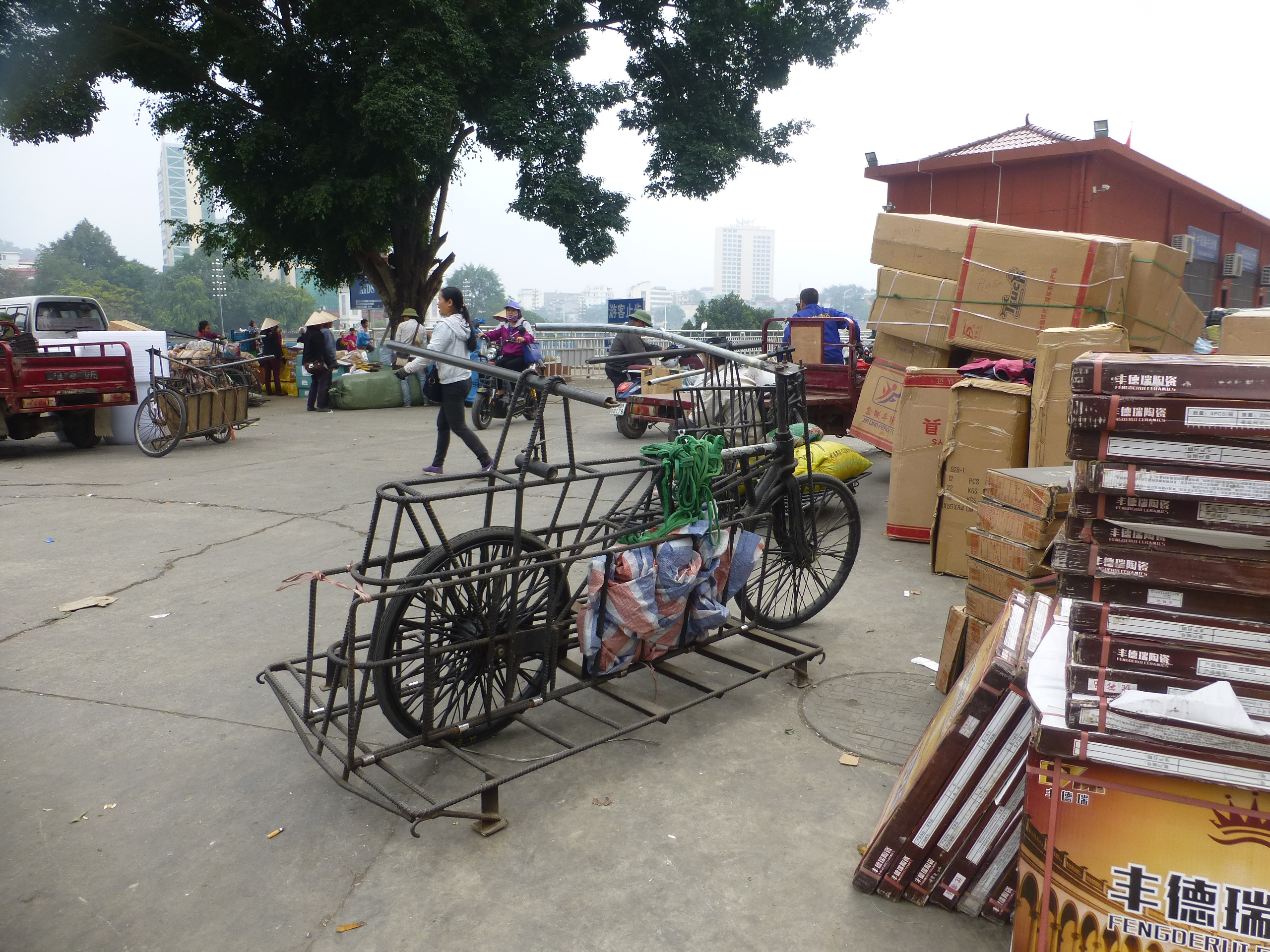
Вьетнамские грузовые велосипеды на пограничном переходе в Хэкоу
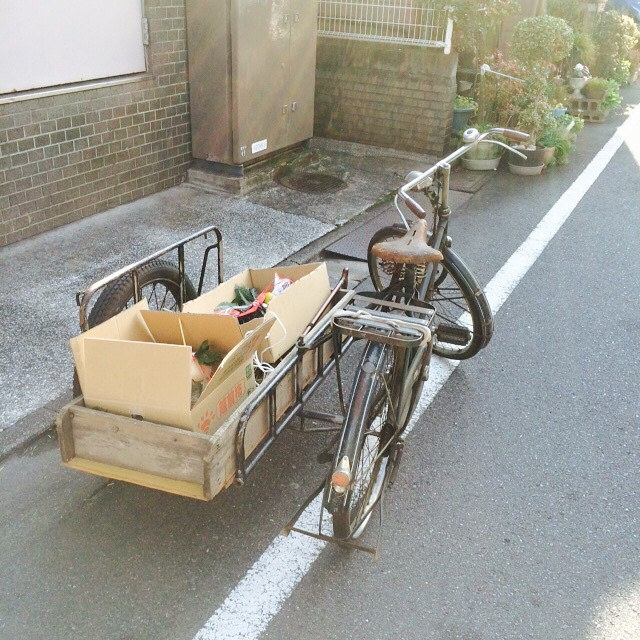
грузовой велосипед с коляской
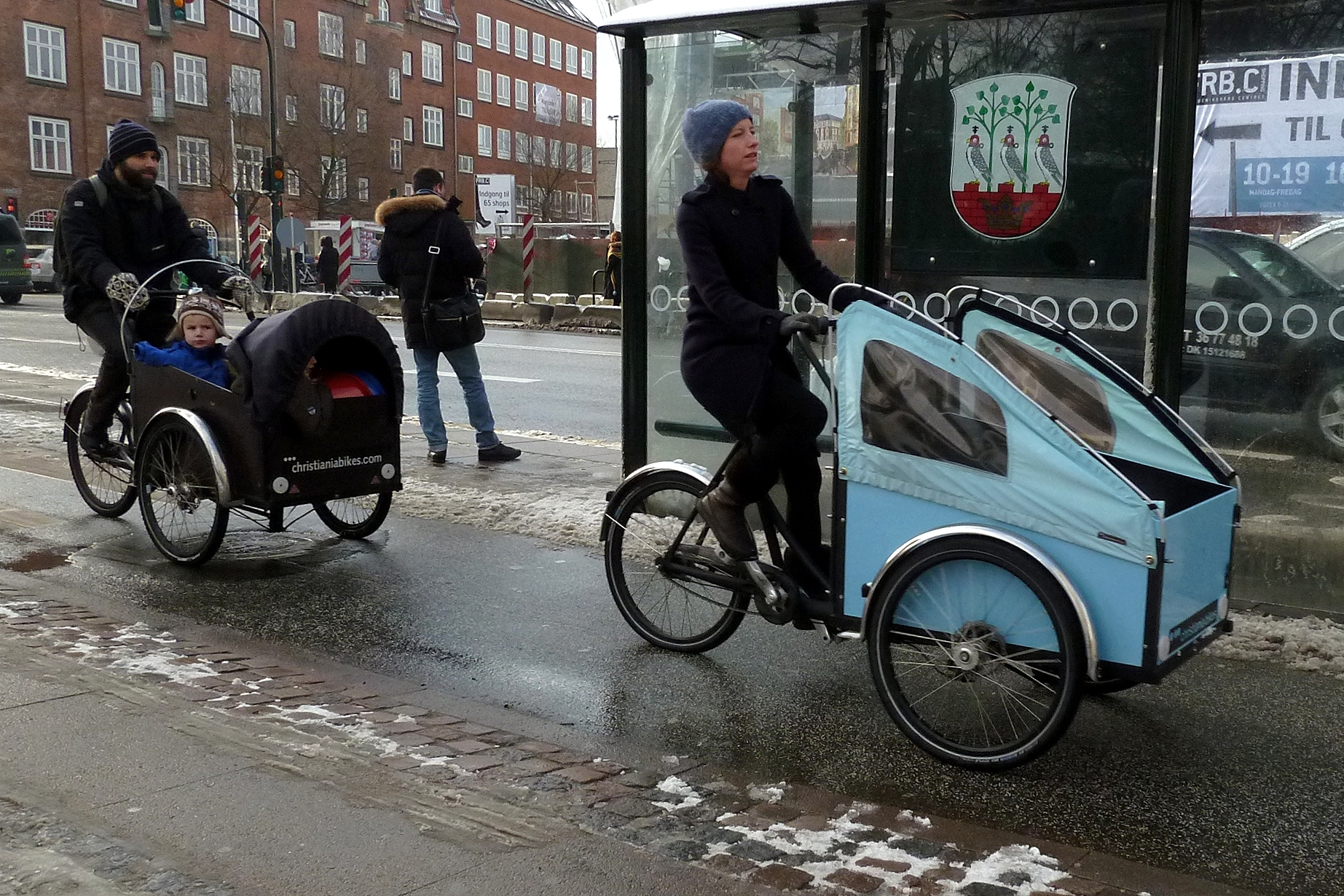
велосипеды для перевозки детей
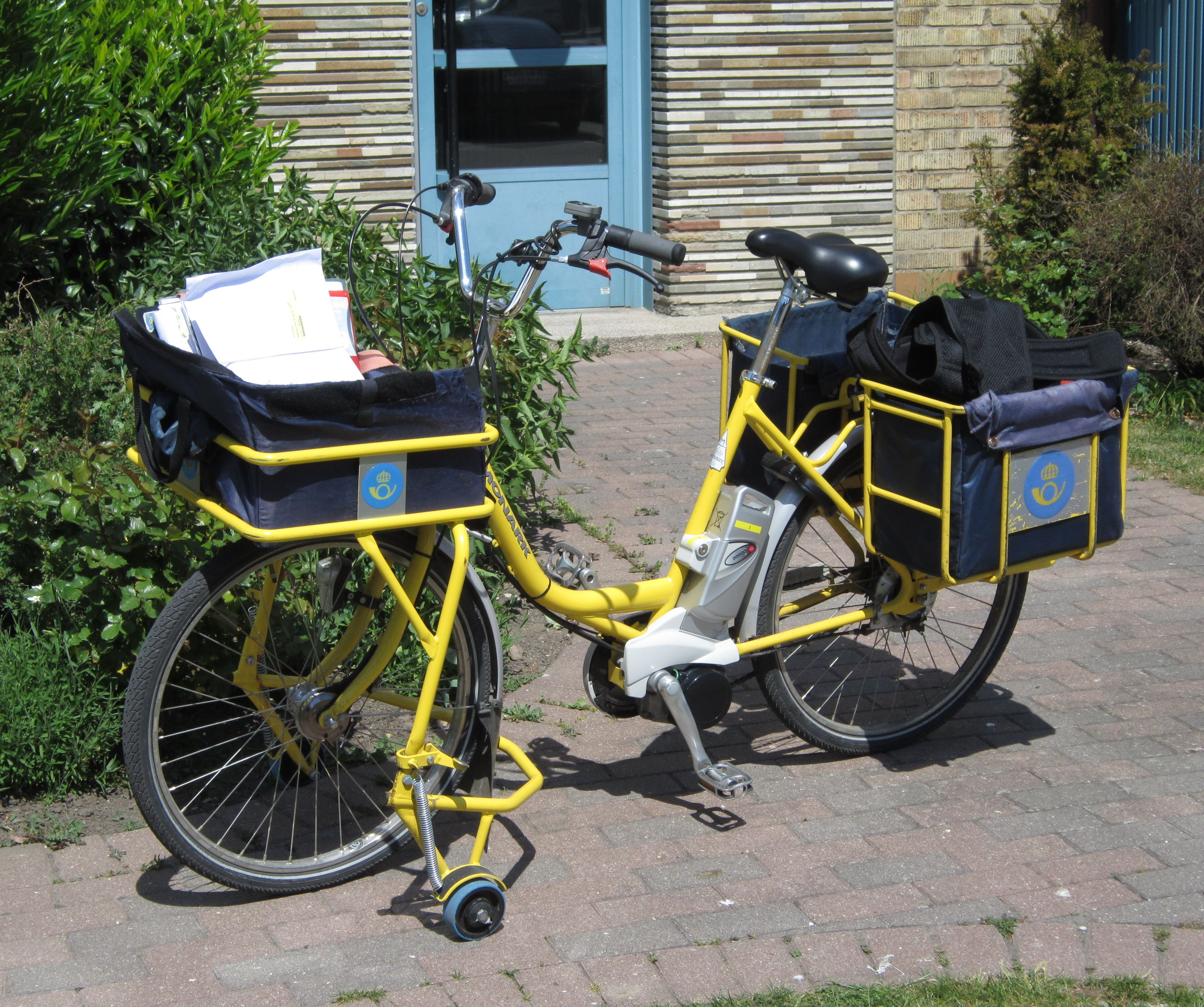
шведский почтовый велосипед
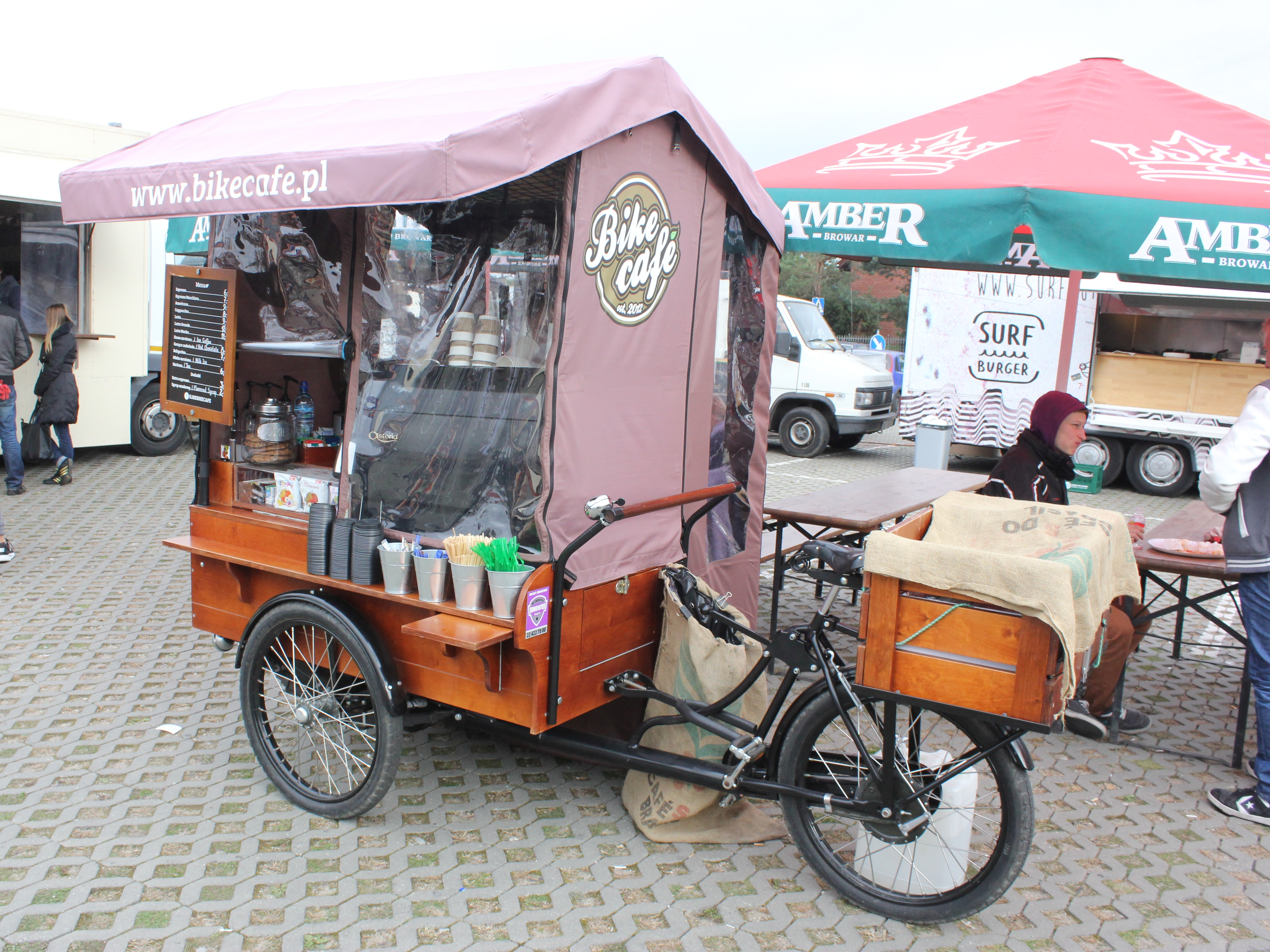
велосипед - передвижная торговая точка в Польше
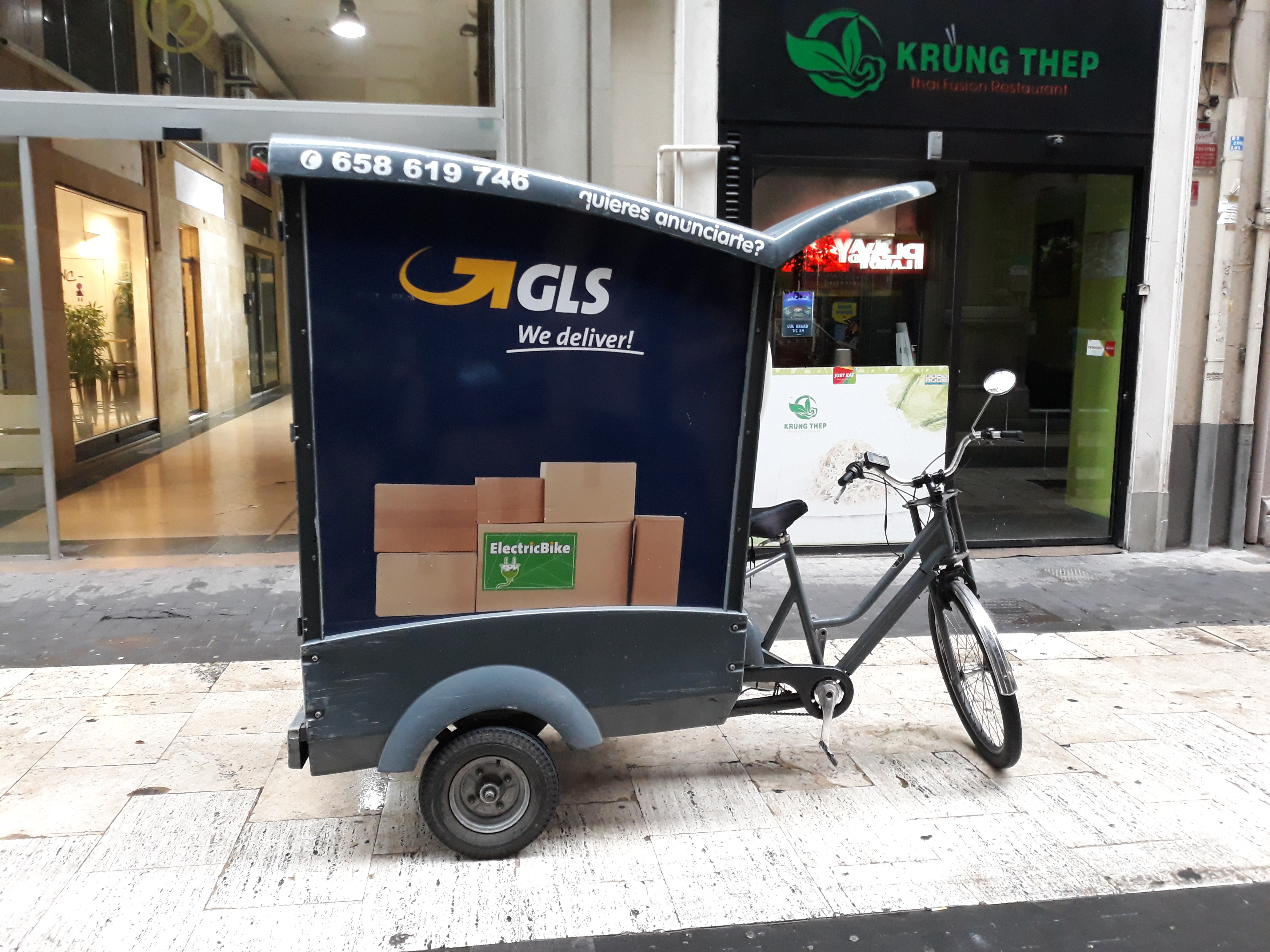
велогрузовик
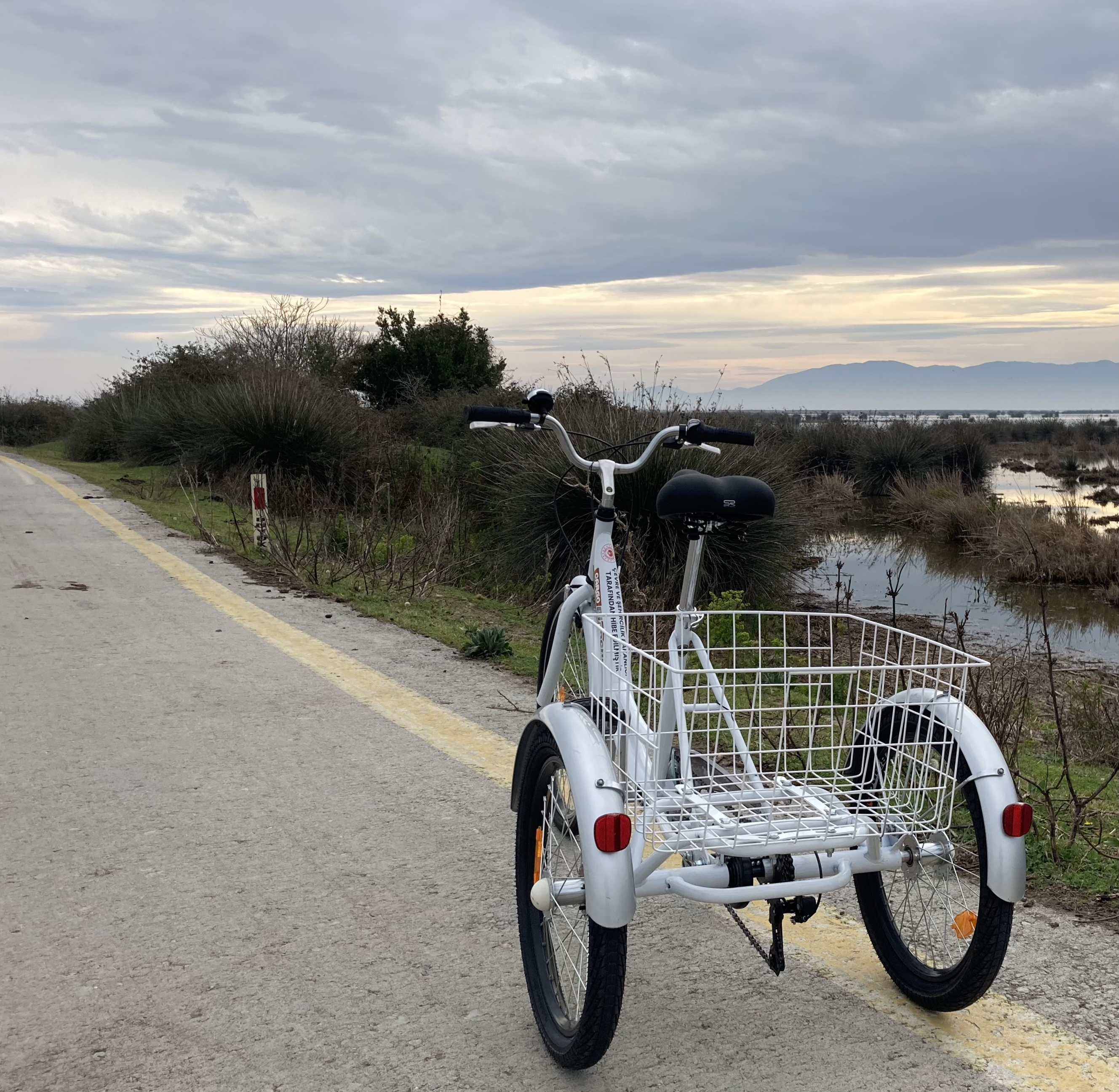
грузовой трёхколёсный велосипед
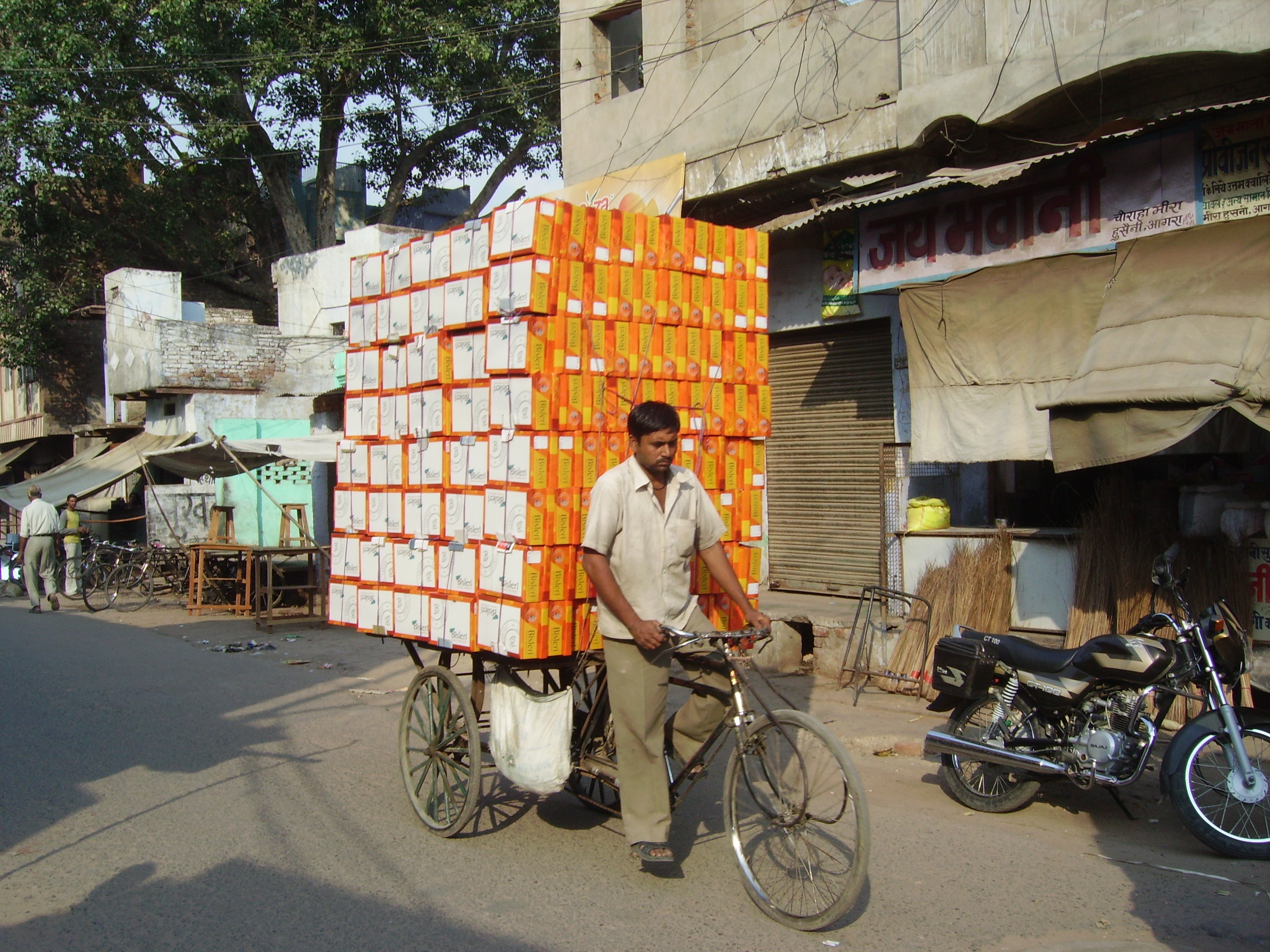
грузовой велосипед в Индии